# Ruslán Áushev
Ruslán Sultánovich Áushev (en ruso: Русла́н Султа́нович А́ушев; en ingusetio: Руслан Султана Овшанаькъан nacido el 29 de octubre de 1954 en Volodárskoye, República Socialista Soviética de Kazajistán, URSS) es un político y militar ingush, conocido por haber sido el presidente de Ingushetia.
Fue el oficial del ejército soviético más joven en alcanzar el rango de teniente general. Fue galardonado con el título de Héroe de la Unión Soviética el 7 de mayo de 1982 por sus acciones en la guerra de Afganistán. Áushev se ha convertido en el político más popular de Ingushetia, ya que mantuvo la paz y la estabilidad durante la guerra de Chechenia.
El 2 de septiembre de 2004, durante el asedio terrorista de la escuela de Beslán en Osetia del Norte (Rusia), que condujo a la trágica masacre al día siguiente, entabló una negociación con el líder de los terroristas. Como resultado de la misma fueron liberados 26 rehenes: 11 mujeres con niños lactantes. A una bebé de seis meses la sacó Áushev personalmente ya que la madre, que moriría al día siguiente, optó por quedarse con sus hijos mayores.
Se convirtió en presidente de Ingushetia en 1993 y renunció en 2001.